# اجتناب از مالیات
اجتناب از مالیات (انگلیسی: Tax avoidance) به تلاش یک شخص، شرکت یا مؤسسه در جهت کاهش مالیات‌های پرداختی اطلاق می‌گردد. در واقع اجتناب از مالیات، نوعی استفاده از خلاءهای قانونی در قوانین مالیاتی، در جهت کاهش مالیات می‌باشد. اجتناب از مالیات یک فعالیت فرار مالیاتی، بدون شکستن خطوط قوانین و درون چارچوب قوانین مالیات است. برای محاسبه اجتناب از مالیات، مقیاس‌های مختلفی به کار می‌رود، که در پنج دسته کلی: تفاوت‌های مالیاتی، نرخ مؤثر مالیات، اجتناب مالیاتی اختیاری (یا غیرعادی)، مزایای مالیاتی شناسایی نشده و پناهگاه‌های مالیاتی تقسیم‌بندی می‌شوند.